# Calihualá
Calihualá är en kommun i Mexiko.   Den ligger i delstaten Oaxaca, i den sydöstra delen av landet, 230 km söder om huvudstaden Mexico City.
Följande samhällen finns i Calihualá:
- San Antonio o las Mesas